# کوه تسوکویی شیرویاما
شیرُویاما (به ژاپنی: 城山 shiroyama) که تسوکویی شیرویاما (به ژاپنی: 津久井城山 Tsukui shiroyama)  نیز خوانده می‌شود در استان کاناگاوا  قرار دارد. ارتفاع این کوه ۳۷۵ متر است.
برای رسیدن به نقطهٔ آغازین مسیر کوه‌پیمایی در ایستگاه قطار هاشیموتو (橋本駅) می‌توان از خطوط قطار  جی آر و از خط یوکوهاما استفاده کرد.  بعد در این ایستگاه با استفاده اتوبوس شرکت اتوبوسرانی تسوکویی کاناگاوا کُو (津久井神奈交) و مسیری که به طرف میکه  (三ヶ木) می‌رود، در ایستگاه اتوبوس تسوکویی-‌کو-تنبودائی (津久井湖展望台) پیاده شد.
طول این مسیر ۵ کیلومتر است. به‌طور تقریبی پیمودن این مسیر ۲ ساعت و ۲۵ دقیقه طول می‌کشد. این مسیر در فصل بهار و زمان شکفتن شکوفه‌های گیلاس بسیار زیبا و دیدنی است. پایان این مسیر به ایستگاه اتوبوس اوگورا باشی (پل اوگورا 小倉橋) ختم می شود. 

## نگارخانه

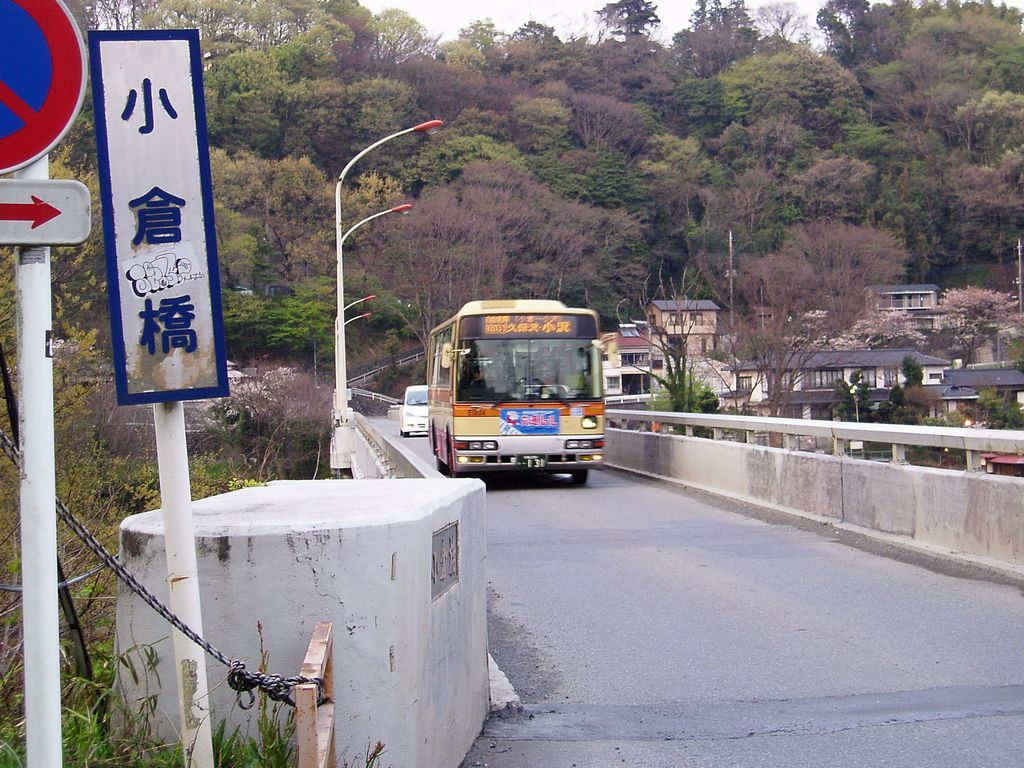
پایان مسیر در ایستگاه اتوبوس اوگورا باشی (پل اوگورا 小倉橋). برای بهتر دیدن عکس بر روی آن کلیک کنید.